# USS Reign (AM-288)
USS Reign (AM-288) trałowiec typu Admirable budowany United States Navy w czasie II wojny światowej. Okręt został ukończony w 1946, ale nigdy nie wszedł do służby. Pozostawał w rezerwie.
"Reign" pozostawał we Flocie Rezerwowej Pacyfiku (ang. Pacific Reserve Fleet) do czasu skreślenia z listy jednostek floty 1 listopada 1959. W tym czasie jednak został przeklasyfikowany na MSF-288 7 lutego 1955.